# ChatZilla
ChatZilla es un cliente de IRC para el navegador web Firefox y las suites de aplicaciones Mozilla y SeaMonkey. ChatZilla está escrito en XUL y JavaScript.
Está diseñado para funcionar en cualquiera de las plataformas en las que Mozilla funciona, como Mac OS, Linux, BSD, Microsoft Windows, Solaris, Irix, BeOS, HP-UX, y OS/2. Actualmente admite la mayoría de las características de los clientes de IRC, como conexiones a múltiples servidores, IPv6, SSL y UTF-8. Soporta JavaScript como lenguaje de scripting. Los mensajes se formatean usando CSS, lo que significa que el estilo del cliente puede ser cambiado fácilmente, puede emplearse el que coloca fotografías cerca de los nombres de los usuarios que hablan en el canal. Actualmente admite características como DCC, que permite transmitir ficheros entre cada usuario.

## El trabajo de progreso de ChatZilla
ChatZilla está actualmente incluido en la Suite de Aplicaciones Mozilla y en SeaMonkey, también está disponible para Mozilla Firefox como una extensión opcional. Se está desarrollando una versión independiente que corre sobre XULRunner.